# Euproctis pygmaeola
Euproctis pygmaeola är en fjärilsart som beskrevs av Gustaaf Hulstaert 1924. Euproctis pygmaeola ingår i släktet Euproctis och familjen tofsspinnare. Inga underarter finns listade i Catalogue of Life.